# Neuratjensdorf
Das Dorf Neuratjensdorf liegt zwischen Heiligenhafen und Oldenburg/Holstein. Es gehört zur Gemeinde Gremersdorf.

## Namensbedeutung
Neuratjensdorf hieß im Mittelalter (1325) „Ratekestorpe“. Dies ist ein alter wendischer Name und bedeutet Dorf des Rateke (slaw. P.N.) Später hieß es Rathjensdorf. Im Jahre 1885 wurde der Teil „Neu“ angefügt, um es von dem bei Grube gelegenen Ort gleichen Namens zu unterscheiden.

## Geschichte
Im Mittelalter besaß das Dorf 17 Hufen.
Im 14. Jahrhundert wurden 15 Hufen (2 Hufen waren in adeligem Besitz) von dem Lübecker Bürger Nikolaus Mornewech als Dotationsgut für die Errichtung zweier Vikarien auf das Eutiner Kollegiatstift übertragen und gehörten damit zum Bistum Lübeck, nach der Reformation Fürstbistum Lübeck. Nach der Säkularisation im Jahre 1803 gehörte das Dorf zum Amt Kollegiatstift im Fürstentum Lübeck. Am 1. Januar 1843 fiel es durch den Plöner Vertrag an das Herzogtum Holstein und gehörte zum Amt Cismar. Seit dem 1. April 1937 gehört es zur Gemeinde Gremersdorf.

## Söhne und Töchter
- Klaus Klinckhamer (* 1944), Politiker (CDU)

Koordinaten: 54° 21′ N, 10° 58′ O